# Dadupanthi
Els dadupanthis (singular dadupanthi) són una secta de l'Índia, principalment al Rajasthan. El 1901 eren 8.871 dels quals el 97% estaven a l'entorn de Jaipur. El seu quarter general és a Naraina.
La secta fou fundada per Dadu, que hauria viscut en temps d'Akbar i hauria mort el 1603 a Naraina. El seu ensenyament establia la igualtat entre tots els homes, ser vegetarià, abstenció de licors, i celibat. Els seus preceptes foren compilats en un llibre anomenat Bani guardat al santuari de Dadudwara. A la mort de Dadu els seus seguidors es van dividir en dues tendències: els viraktes (sigular virakta) que consideraven que havien renunciat al món i als seus plaers per dedicar-se a una vida contemplativa i dedicada a l'ensenyament de la doctrina de Dadu, que es caracteritzen per una faixa de roba vermella; i els sadhus o swamis amb un grup especial anomenat "naga" (que vol dir "despullats", i se'ls donaven perquè només portaven un petit dhoti). En ser celibes recluten els seus membres per adopció entre les classes baixes hindús.